# Калиано (Трентино-Южен Тирол)
Вижте пояснителната страница за други значения на Калиано.
Калиа̀но (на италиански: Calliano, на местен диалект: Caliam, Калиам) е село и община в Северна Италия, автономна провинция Тренто, автономен регион Трентино-Южен Тирол. Разположено е на 187 m надморска височина. Населението на общината е 1950 души (към 2018 г.).